# Bula Quo! (Album)
Bula Quo! ist das 2013 veröffentlichte 30. Studioalbum der britischen Rockband Status Quo. Es handelt sich um ein Doppelalbum; es ist das Album zum ersten Film der Band, Bula Quo! Zugleich ist es das letzte Album mit Schlagzeuger Matt Letley, der die Band vor der Veröffentlichung verließ.

## Produktion
Mike Paxman übernahm mit Francis Rossi und Rick Parfitt die Produktion. Das Album, das in den ARSIS Studios aufgenommen wurde, enthält viele Songs aus dem Film. Neben neun neuen Titeln, sind auf dem zweiten Tonträger, Studioaufnahmen von vier bereits zuvor veröffentlichten Songs enthalten. Living on an Island ist ein Remake im Stil der Insel Fidschi, was mit dem Handlungsort des Films zusammenhängt. Rockin’ All over the World wurde in einer Special Edited Version aufgenommen, während Frozen Hero und Reality Cheque dem Vorgänger-Studioalbum Quid Pro Quo (2011) entnommen wurde.
Dazu kommen Liveversionen von sechs zuvor veröffentlichten Songs, die die gesamte Karriere abdecken, von Pictures of Matchstick Men von ihrem Debütalbum Picturesque Matchstickable Messages from the Status Quo (1968) bis zu Beginning of the End vom Album In Search of the Fourth Chord (2007). Diese Titel wurden zwischen 2009 (von Live at Montreux 2009) und 2010 (von der CD Official Bootleg die Quid Pro Quo beilag) live aufgenommen.

## Titelliste
1. "Looking Out for Caroline" (Francis Rossi, Bob Young) – 4:00
2. "GoGoGo" (Rick Parfitt, Wayne Morris) – 4:16
3. "Run and Hide (The Gun Song)" (John Edwards, Stuart St. Paul) – 4:12
4. "Running Inside My Head" (Matt Letley) – 3:42
5. "Mystery Island" (Rick Parfitt, Wayne Morris) – 4:22
6. "All That Money" (Rick Parfitt, Wayne Morris) – 3:13
7. "Never Leave a Friend Behind" (Andy Bown, Stuart St. Paul) – 2:51
8. "Fiji Time" (John Edwards) – 3:15
9. "Bula Bula Quo (Kua Ni Lega)" (Francis Rossi, Bob Young) – 3:50
10. "Living on an Island (Fiji Style)" (Rick Parfitt, Bob Young) – 3:45
11. "Frozen Hero" (Francis Rossi, Andy Bown) – 4:20
12. "Reality Cheque" (Rick Parfitt, John Edwards) – 4:05
13. "Rockin’ All Over the World" (Bula Edit)" (John Cameron Fogerty) – 4:27
14. "Caroline" (Live 2009) (Francis Rossi, Bob Young) – 6:19
15. "Beginning of the End" (Live 2010) (Francis Rossi, John Edwards) – 4:25
16. "Don’t Drive My Car" (Live 2010) (Rick Parfitt, Andy Bown) – 3:49
17. "Pictures of Matchstick Men" (Live 2009) (Francis Rossi) – 2:29
18. "Whatever You Want" (Live 2010) (Rick Parfitt, Andy Bown) – 5:10
19. "Down Down" (Live 2010) (Francis Rossi, Bob Young) – 5:04

## Mitwirkende
Status Quo
- Francis Rossi – lead vocals, lead guitar
- Rick Parfitt – lead vocals, rhythm guitar
- Andy Bown – keyboards, guitars, backing vocals
- John Edwards – bass, guitars, backing vocals
- Matt Letley – drums

Weitere Musiker
- Wayne Morris – extra guitars and backing vocals ("Go Go Go", "Mystery Island" and "All That Money")
- Freddie Edwards – extra guitars ("Run And Hide (The Gun Song)")
- Amy Smith – backing vocals ("Looking for Caroline", "Running Inside My Head", "Fiji Time", "Bula Bula Quo (Kua Ni Lega)" and "Living on an Island (Fiji Style)")
- Kathy Edwards – backing vocals ("Fiji Time")
- Amber Zakatek – backing vocals ("Bula Bula Quo (Kua Ni Lega)")
- Fursey Rossi – backing vocals ("Bula Bula Quo (Kua Ni Lega)")

## Erfolg
Das Album erreichte Platz 17 der deutschen Charts. Auch in etlichen weiteren Ländern konnte es sich platzieren.